# 浜川才治郎
浜川 才治郎（はまかわ さいじろう、1915年（大正4年）3月29日 - 2006年（平成18年）8月30日）は、日本の政治家。釜石市長（3期）。

## 経歴
岩手県出身。1931年、私立釜石夜間中学校（現・岩手県立釜石高等学校）卒。卒業後は漁業に従事する。1947年から釜石市議会議員を3期務め、1971年、岩手県議会議員に当選し、1期務める。1975年、釜石市長に当選し、市長を3期務める。1987年に落選した。ほかに釜石商工会議所会頭を務めた。2006年に死去した。